# Fletcher (Oklahoma)
Fletcher és un poble dels Estats Units a l'estat d'Oklahoma. Segons el cens del 2000 tenia 1.022 habitants.

## Demografia
Segons el cens del 2000, Fletcher tenia 1.022 habitants, 418 habitatges, i 305 famílies. La densitat de població era de 475,4 habitants per km².
Dels 418 habitatges en un 32,5% hi vivien nens de menys de 18 anys, en un 60,3% hi vivien parelles casades, en un 9,3% dones solteres, i en un 26,8% no eren unitats familiars. En el 25,1% dels habitatges hi vivien persones soles el 15,8% de les quals corresponia a persones de 65 anys o més que vivien soles. El nombre mitjà de persones vivint en cada habitatge era de 2,44 i el nombre mitjà de persones que vivien en cada família era de 2,89.
Per edats la població es repartia de la següent manera: un 26,2% tenia menys de 18 anys, un 8,6% entre 18 i 24, un 25% entre 25 i 44, un 22,6% de 45 a 60 i un 17,5% 65 anys o més.
L'edat mediana era de 38 anys. Per cada 100 dones de 18 o més anys hi havia 84,4 homes.
La renda mediana per habitatge era de 27.500 $ i la renda mediana per família de 34.028 $. Els homes tenien una renda mediana de 28.594 $ mentre que les dones 25.000 $. La renda per capita de la població era de 13.329 $. Entorn del 14% de les famílies i el 14,4% de la població estaven per davall del llindar de pobresa.

## Poblacions més properes
El següent diagrama mostra les poblacions més properes.